# Yomiuri Telecasting Corporation
Yomiuri Telecasting Corporation (讀賣テレビ放送株式会社 Yomiuri Terebi Hōsō Kabushiki Gaisha, YTV, ytv, Yomiuri TV (読売テレビ)) (讀賣テレビ放送株式会社 Yomiuri Terebi Hōsō Kabushiki Gaisha, YTV, ytv, Yomiuri TV (読売テレビ)) là một Đài truyền hình ở Osaka Business Park, Osaka, Nhật Bản, mà chỉ phục vụ các Kansai, và là liên kết với Nippon News Network (NNN) và Nippon Television Network System (NNS). Thành lập với tên New Osaka Television Co. (新大阪テレビ放送株式会社 Shin Ōsaka Terebi Hōsō Kabushiki Gaisha, NOTV) (新大阪テレビ放送株式会社 Shin Ōsaka Terebi Hōsō Kabushiki Gaisha, NOTV) vào ngày 13 năm 1958, và thay đổi thành "Yomiuri Telecasting Corporation" ngày 1 tháng 8 năm 1958, và bắt đầu phát sóng vào ngày 28 và liên kết với Nippon Television Network Corporation

## Văn phòng
- Trụ sở: 2-33, Shiromi Nichome, Chūō-ku, Osaka Nhật Bản (chuyển đi ngày 1 tháng 8 năm 1988)
- Chi nhánh Tokyo: tầng 20, NTV Tháp, 6-1, Higashi-Shimbashi Itchome, Minato, Tokyo, Nhật Bản
- Chi  nhánh Nagoya: tầng 3, Shin-Kyoei Building, 7-9, Sakae Sanchome, Naka-ku, Nagoya, Nhật Bản
- Chi nhánh Kyoto: tầng 5, Yomiuri Kyoto Building, Shishikannon-cho, Karasuma-dori Rokkaku-Sagaru, Nakagyo-ku, Kyoto Nhật Bản
- Chi nhánh Kobe: tầng 4, 2-10, Sakaemachi-dori Itchome, Chūō-ku, Kobe, Nhật Bản
- Chi nhánh Paris: NNN Paris, Tháp Montparnasse, 33 Avenue De Maine, Paris, Pháp
- Chi nhánh Thượng Hải: 580 Nam Tây Đường 902B, Subsidiary Building of Nan Zheng Building, Thượng Hải, Trung Quốc
- Chi nhánh New York: NNN New York, 645 645 5th Avenue Suite 303, thành phố New York, Hoa Kỳ.

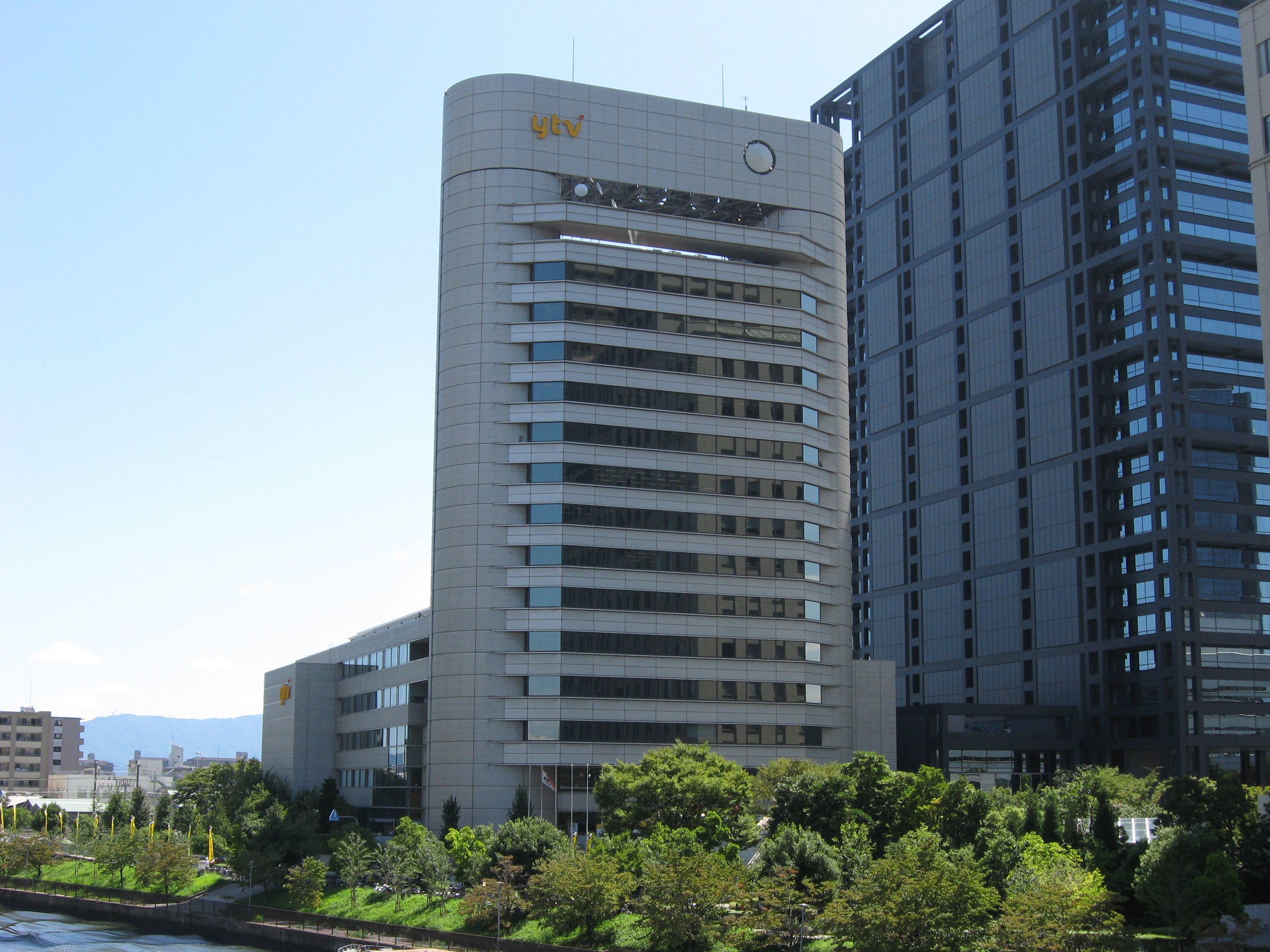
the Headquarters of Yomiuri Telecasting Corporation
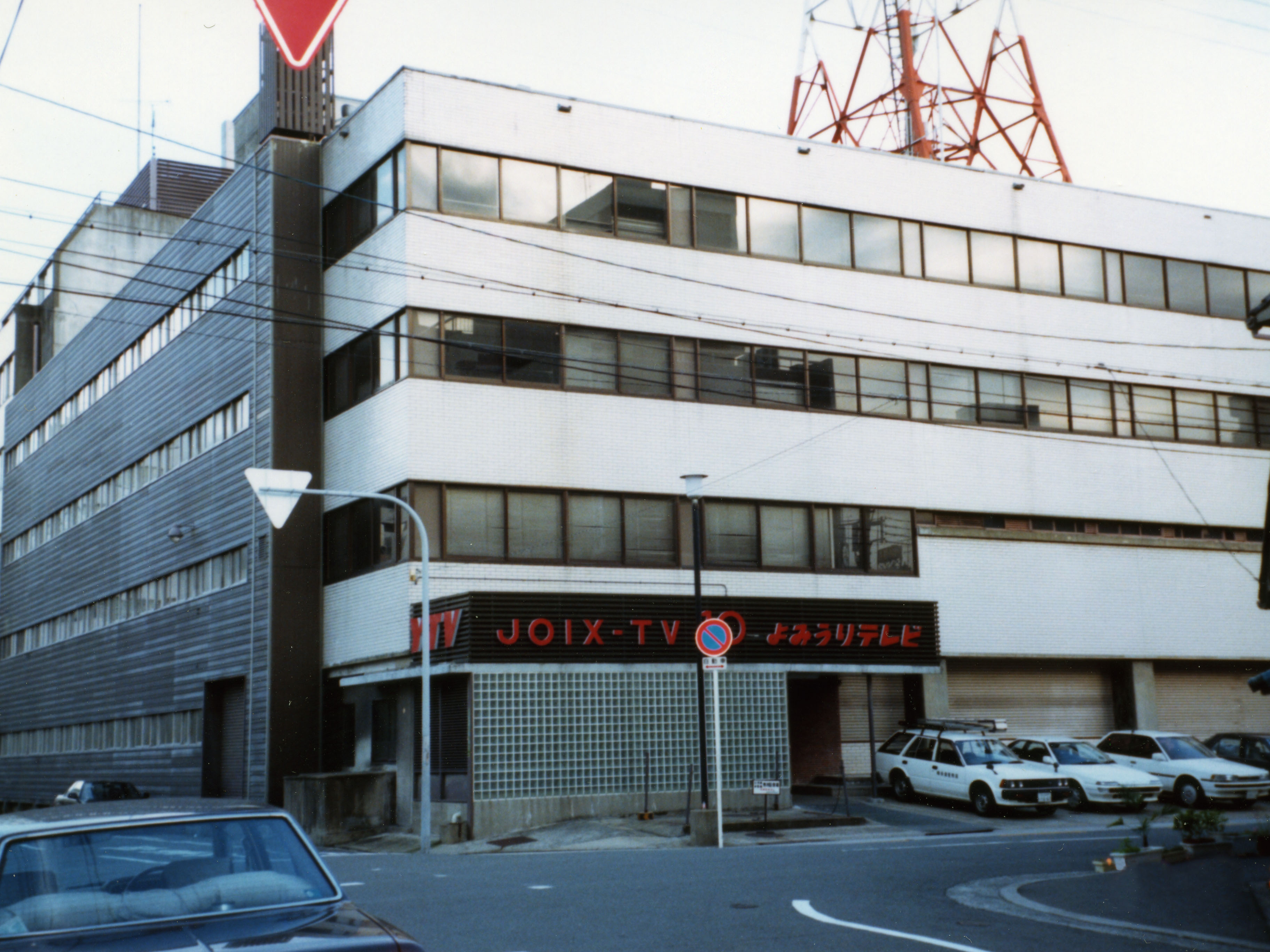
the Former Headquarters of Yomiuri Telecasting Corporation (ngày 15 tháng 10 năm 1989)

## Phát sóng

### Kỹ thuật số
JOIX-DTV - Yomiuri Digital TV
- Điều Khiển từ xa ID 10
- Trạm chính Osaka (Mt. Ikoma) - Kênh 14

Shiga
- Otsu - Kênh14
- Hikone - Kênh 14
- Koka - Kênh 14

Kyoto
- Fukuchiyama - Kênh 14
- Miyazu - Kênh 14
- Maizuru - Kênh 14
- Kameoka - Kênh 14
- Yamashina, Kyoto - Kênh 22

Osaka
- Kashiwara - Kênh 14
- Misaki-Fukanichi - Kênh 14

Hyogo
- Kobe - Kênh 14
- Nara - Kênh 14
- Hokutan-Tarumi - Kênh 14
- Miki - Kênh 14
- Hyogo-ku, Kobe - Kênh 14
- Nishinomiya-Yamaguchi - Kênh 14
- Ako - Kênh 14

Nara
- Tochihara - Kênh 14

Nagasaki
- Nagasaki - Kênh 14
- Kinokawa - Kênh 14
- Kainan - Kênh 14
- Gobo - Kênh 14
- Arida - Kênh 14
- Tanabe - Kênh 14
- Hashimoto Kênh 34
- Minabegawa - Kênh 34

### Analog
Dừng phát sóng analog vào ngày 24 tháng 7 năm 2011.
JOIX-TV - Yomiuri TV Analog
- Trạm chính Osaka (Mt. Ikoma) - Kênh 10
- Shiga
  - Otsu - Kênh 42
  - Hikone - Kênh 62
- Kyoto
  - Kameoka - Kênh 39
  - Fukuchiyama - Kênh 62
  - Maizuru - Kênh 61
- Hyogo
  - Kobe - Kênh 47 - nhiều người ở Kobe xem Kênh 10 ở Osaka
  - Kawanishi - Kênh 61
  - Inagawa - Kênh 61
  - Nara - Kênh 62
  - Miki - Kênh 42
  - Hokutan-Tarumi - Kênh 61
  - Kasumi - Kênh 41
- Nara
  - Tochihara - Kênh 39
- Wakawama
  - Nagasaki - Kênh 48
  - Tanabe - Kênh 62
  - Kainan - Kênh 62
  - Tanabe-kita - Kênh 29
  - Kinokawa - Kênh 61
  - Gobo - Kênh 61

## Chương trình (Times in JST)

### Thông tin
- Ce Matin! (朝生ワイド す・またん!) - buổi sáng, trên Yomiuri TV từ 5:20 sáng cho đến 6:30 sáng, cùng với chương trình Nippon TV chào buổi sáng "Zip!" cho đến 8 giờ sáng.
- Wake Up! Plus (ウェークアップ!ぷらす) - từ 8:00 giờ sáng cho đến 9:25 mỗi sáng thứ Bảy.
- Miyaneya (情報ライブ ミヤネ屋) - phát sóng trên toàn quốc từ 1:55 chiều từ thứ Tư tới thứ Sáu.
- Ten! (かんさい情報ネット Ten!) - trên Yomiuri TV từ 4:55 chiều, giờ cho đến 7 giờ tối từ thứ Tư tới thứ Sáu.

Trong quá khứ
- Narutomo! (なるトモ!)

### Chương trình khác
- Dameyo! vào ngày thứ Bảy (土曜はダメよ!)
- Takajin không sokomade itte iinkai (たかじんのそこまで言って委員会) － phát sóng ở khu vực Kansai, Hokkaido, Miyagi, Niigata, Chukyo, Hiroshima, Okayama, Kagawa, Toyama, Fukuoka, Saga, Nagasaki và Kumamoto từ 13:30 chiều đến 15:00 chiều mỗi Chủ nhật.
- Osaka Honwaka TV (大阪ほんわかテレビ) - trên Yomiuri TV từ 10:30 chiều tới 11:30 chiều mỗi Chủ nhật.
- Kenmin Show: Coming Out the Local Seacrets! (秘密のケンミンSHOW) - từ 9:00 chiều đến 9:54 chiều mỗi thứ Năm.
- Down Town DX (ダウンタウンDX) - từ 10:00 chiều đến 10:54 chiều mỗi thứ Năm.

Trong quá khứ
- Dotch Cooking Show (新・どっちの料理ショー)
- Nippon Tabi Tabi Show (ニッポン旅×旅ショー)

### Hoạt hình
- Thám tử lừng danh Conan (名探偵コナン) - từ 6 giờ chiều đến 6:30 chiều mỗi thứ Bảy
- Học viện Anh Hùng của tôi (僕のヒーローアカデミア)

Trong quá khứ
- Thành phố Hunter (シティーハンター)
  - Chiến Hạm Vũ trụ Yamato 2199 (宇宙戦艦ヤマト)
  - Kekkaishi (結界師)
  - Yawara!
  - Kobo, the Li'l Rascal (コボちゃん)
  - Inuyasha (犬夜叉)/Inuyasha: The Final Act (犬夜叉 完結編)
  - Black Jack (ブラックジャック)
  - Ma thuật, Hiệp sĩ Rayearth (魔法騎士レイアース)
  - Yatterman (ヤッターマン)
  - Công chúa bánh ngọt (夢色パティシエール)
  - Quyền năng của Rồng (ドラゴンクライシス!)
  - Beelzebub (べるぜバブ)
  - Uchu Poker (宇宙兄弟)
  - Time Bokan (タイムボカン 24)

,v.v.

### Kịch
Không đầy đủ
Thursday Night Drama (Tháng Mười năm 2008—Tháng Năm 2011; Ngày 2013—)
- Big Nose Knows Best (夢をかなえるゾウ)
- RESET - from manga by Mayuri Yamamoto
- Love Game
- Monkey Rock (猿ロック)
- inoshita-bucho and me (木下部長とボク)
- Professional Golfer, Hana (プロゴルファー花)
- The Japanese The Japanese Don't Know (日本人の知らない日本語)
- FACE MAKER
- Gotakeshi (示談交渉人 ゴタ消し)

Thursday Mystery Theater (Tháng Tư năm 2011—Ngày 2013)
- Shituren Hoken: Kokurase-ya (四つ葉神社ウラ稼業 失恋保険告らせ屋)
- Thám tử lừng danh Conan
- Erika the Seacret Agent (秘密諜報員 エリカ)
- Kurokawa Suzuki (デカ 黒川鈴木)
- Taburakashi (たぶらかし-代行女優業・マキ-)

### Thể thao
- Dramatic Game 1844 (bóng chày, Hanshin Tigers)

## Chương trình đặc biệt bởi Yomiuri TV
- Japan International, Birdman Rally (鳥人間コンテスト選手権大会)
- Professional Baseball All-star Sports Festival (プロ野球オールスタースポーツフェスティバル)
- Best Hits! (ベストヒット歌謡祭)

## Các trạm phát sóng khác ở khu vực Kansai

### RadiovàTV
- Mainichi Broadcasting System, Inc. (AHA, 毎日放送)
- Asahi Broadcasting Corporation (ABC, 朝日放送)
- Kyoto Broadcasting System Co. Ltd. (KBS Kyoto, 京都放送, KBS京都)

### Chỉ có trênTV
- Kansai Telecasting Corporation (関西テレビ)
- Television Osaka, Inc. (テレビ大阪)
- SUN TV (サンテレビ)
- Biwako Broadcasting (びわ湖放送)
- Nara TV (奈良テレビ)
- TV Wakayama (テレビ和歌山)

### Radio
- Osaka Broadcasting Corporation (OBC, Radio Osaka, ラジオ大阪)
- FM OSAKA
- FM802
- FM Cocolo